# جو فونتانا
جو فونتانا هو سياسي كندي، ولد في 13 يناير 1950 في إيطاليا. حزبياً، نشط في الحزب الليبرالي الكندي. وقد انتخب عضو مجلس العموم الكندي عن دائرة London East ‏ (1988 – 1997).